# Diament (Potok Mały)
Pour les articles homonymes, voir Diament.
Diament est une localité polonaise - kolonia - dépendant du village de Potok Mały, dans la gmina et du powiat de Jędrzejów en voïvodie de Sainte-Croix.